# Het gat in de kaas
Het gat in de kaas is het 60ste stripverhaal van De Kiekeboes. De reeks wordt getekend door striptekenaar Merho. Het album verscheen in februari 1994.

## Verhaal
Firmin Van de Kasseien heeft een nieuw bedrijf opgericht, namelijk SIB N.V., dat gaten in de kaas gaat verkopen, onder de naam hOzOn. Hierbij wordt Marcel Kiekeboe aangesteld als directeur buitendienst. Echter, het hele bedrijf is een dekmantel voor zijn geheime relatie met zijn secretaresse Suzy (SIB staat immers voor Suzy Is Beautiful). Chichi, de vrouw van Van de Kasseien, heeft echter zijn praktijken door en schenkt hem een gouden vulpen met een ingebouwde microfoon.
Bij de firma Het Light-Motief denkt men eerst dat de verkoop van het gat in de kaas een grap is, maar wanneer na de persconferentie van hOzOn blijkt dat het realiteit is. Fred Adop en Ed Adop, de directeurs van Het Light-Motief, zijn te weten gekomen dat het product hOzOn niet gepatenteerd is en proberen de formule van het product in hun macht te krijgen. Maar de malafide plannen van de heren Adop komen aan het licht, met behulp van de speciale vulpen met het microfoontje. Uiteindelijk verkoopt hOzOn haar product aan Het Light-Motief, maar enkel de lege doosjes, waardoor ze in de maling zijn genomen.